# Anthocleista grandiflora
Anthocleista grandiflora är en gentianaväxtart som beskrevs av Ernest Friedrich Gilg. Anthocleista grandiflora ingår i släktet Anthocleista och familjen gentianaväxter. Inga underarter finns listade i Catalogue of Life.